# Manuel Serinanell i Mir
Manuel Serinanell i Mir (Vic, Osona, 1909-Vic, Osona, 2001). Astrònom. Canonge honorari de la Catedral de Vic (1996).
Medalla de Bronze Camille Flammarion de la Société Astronomique de France (1989). Fundador i soci d'honor l'Agrupció Astronòmica d'Osona (1986). Va cursar tota la carrera eclesiàstica al Seminari de Vic i s'ordenà de prevere en 1932. Un cop ordenat, anà de vicari a Sora, Perafita, L'Esquirol, Tona i a la parròquia de la parròquia de la Pietat de Vic. Més tard obtingué un benefici del concordat de la catedral. Durant catorze anys (1949-1963) ensenyà astronomia al Seminari de Vic. De ben jove entrà en contacte amb l'astrònom vigatà Josep Pratdesaba i Portabella i amb el seu observatori, on s'introduí en el món de l'astronomia.
Posteriorment ingressà en associacions científiques d'aquesta matèria, com ara la Sociedad Astronómica de España y América (1925), la Société Astronomique de France (1929) i la International Lunar Society. En 1959 va ser nomenat vocal de la Comisión National de Astronomía, del Consejo de Investigaciones Científicas de Madrid. Des de 1976, i a proposta de l'Institut Nacional de Meteorologia de Barcelona, s'ha fet càrrec de l'estació meteorològica 347-D de Vic. A més de publicar articles en diverses revistes –com ara els populars Amics del cometa Halley del fetmanari “Ausona”- forma part del consell editorial de la revista especialitzada en aquesta disciplina “Penell”.
Personatge molt popular a la ciutat de Vic, on era conegut amb el sobrenom de "Mossèn passi-ho bé", va ser també un gran divulgador de la meteorologia i l'astronomia.

## Publicacions
- Pinzellades sobre la història i orígens de l'astronomia fins al nostre mil·lenari (Ed. Ausa, Sabadell 1989)
- L'observatori Pratdesaba de Vic” (Patronat d'Estudis Osonencs, Vic 1992).